# Bogumił Hummel
Bogumił Hummel (ur. 13 sierpnia 1875 w Warszawie, zm. 28 października 1956 w Gdańsku) – inżynier kolejowy, doktor nauk technicznych, profesor Politechniki Gdańskiej.

## Życiorys
Jego ojcem był powstaniec 1863 roku Bogumił Hummel, matką zaś Jadwiga z Ładnowskich. Po ukończeniu gimnazjum w Warszawie rozpoczął studia w petersburskim Instytucie Inżynierów Komunikacji, a po ich ukończeniu w roku 1900 zamieszkał w Warszawie. Od 1901 zajmował się projektowaniem mostów i wiaduktów na linii kolejowej Łódź-Kalisz, a następnie w 1903 objął stanowisko w wydziale inwestycji Wydziału Drogowego Kolei Nadwiślańskich. Od 1904 roku pracował w firmach prywatnych, zaprojektował wtedy m.in. most przez Wisłę pod Modlinem, projektował też budynki stacyjne i bocznice. Pracując w zarządzie warszawskich kolei podmiejskich (od 1905) przygotował plany nowych linii dojazdowych; wskutek wybuchu I wojny światowej nie doszło jednak do ich realizacji. W 1916 zajął się odbudową zniszczonej w pierwszych dwóch latach wojny sieci warszawskich kolei dojazdowych, a od października 1918 objął stanowisko naczelnika wydziału nawierzchni w Ministerstwie Komunikacji.
Oprócz zagadnień związanych z kolejnictwem, Bogumił Hummel swoją wiedzę inżynierską wykorzystywał także i przy innych zadaniach: zaprojektował (wraz z prof. Łukasiewiczem) między innymi scenę obrotową i żelazną kurtynę w Teatrze Narodowym w Warszawie, a także nową więźbę dachową nad Teatrem Rozmaitości po zniszczeniach wywołanych pożarem w 1921. Doświadczenie w zakresie projektowania mostów znalazło natomiast zastosowanie przy wykonanym przezeń projekcie składanego mostu żelaznego dla wojska, który uzyskał w 1928 nagrodę. W 1929 Hummel wykonał nowy projekt mostu pod Modlinem.
Od 1918 do 1936 pracował też, będąc wciąż pracownikiem Ministerstwa Komunikacji, jako wykładowca na Politechnice Warszawskiej, zajmując tam stanowisko docenta. W 1937 zakończył swą pracę w Ministerstwie i zajął się opracowywaniem projektów przez ten urząd zlecanych, m.in. mostu przez Wisłę przy ul. Karowej.
Podczas II wojny światowej więziony był – w latach 1942–1943 na Pawiaku. Pracownik Departamentu Komunikacji Delegatury Rządu na Kraj. Po wojnie zapisał się ponownie do PPS, a potem do PZPR.
Swoją powojenną działalność naukową rozpoczął najpierw na Politechnice Łódzkiej, a od 1946 związał się z Politechniką Gdańską, gdzie objął stanowisko profesora i kierownika katedry mostów mniejszych. Był tam też prodziekanem (Wydziału Inżynierii Lądowej i Wodnej; 1948/1949) i dziekanem (Wydziału inżynierii Lądowej; 1954/1955). Stopień doktora nauk technicznych otrzymał 23 stycznia 1954.
Zmarł w Gdańsku. Został pochowany 31 października 1956 na Cmentarzu Centralnym-Srebrzysko (nr grobu 978).
Żonaty z Wandą z Morawskich, miał z nią dwie córki: Krystynę (zginęła w powstaniu warszawskim) i Halinę oraz syna Jerzego Bogumiła.

## Ordery i odznaczenia
- Krzyż Oficerski Orderu Odrodzenia Polski (9 listopada 1931)[4]
- Złoty Krzyż Zasługi (dwukrotnie: po raz drugi 22 lipca 1951[5])

## Źródło
- Julian Samujłło, Polski Słownik Biograficzny. T. 10: Horoch Mieczysław – Jarosiński Paweł. Wrocław-Kraków-Warszawa: Ossolineum – Polska Akademia Nauk, 1962–1964, s. 103–104.